# Gonzalo Alcaín
Gonzalo Alcaín (Madrid, 27 de juny de 1980) és un actor i cantant de musicals espanyol. Ha sigut un dels concursants de la segona temporada del talent show musical La voz de Telecinco.

## Biografia
Realitza estudis de cant, veu i repertori amb els mestres Tony Madigan, Zenón Recalde i Mariano Detry. Completa la seva formació en interpretació i comèdia musical a les escoles La Base Teatro, Arte 4, La Platea i Memory. La seva primera incursió al teatre musical és, als 21 anys, al musical infantil Pippi Calzaslargas: El musical de Sebastian y Götestam, dirigit per Ricard Reguant, en el paper de Pequeño Tío.
Entre 2002 i 2005 participa en diversos muntatges musicals i de teatre infantil i realitza una gira de tres anys per tot Espanya amb els espectacles musicals Grease Tour i Dirty Daning en concierto, amb les cançons de les pel·lícules Grease i Dirty Dancing, respectivament.
El 2005 s'uneix a l'elenc del musical Hoy no me puedo lenvantar, al Teatre Rialto Movistar de Madrid, i se n'acomiada el 2007 per formar part de la producció de Jesucristo Superstar, al Teatro Lope de Vega de Madrid durant dues temporades.
A finals de 2008 estrena al Teatro Calderón de Madrid el musical A, un musical de Nacho Cano, fent el paper de l'antropòleg. Durant la segona temporada interpreta el paper protagonista, el nen cantaire, pel qual rep una nominació com a Millor Actor Protagonista i li fa guanyar el Premi de Millor Actor Revelació als Premios del Teatro Musical 2010.
Entre 2010 i 2012 forma part de l'elenc del musical Los Miserables al Teatro Lope de Vega de Madrid i al Barcelona Teatre Musical (BTM) de Barcelona. El 2011 protagonitza un espectacle benèfic amb les cançons del musical Rent a favor de l'associació Apoyo Positivo a la sala Galileo Galilei i al Teatro Coliseum de Madrid. Aquell mateix any participa a Broadway Baby, un concert tribut al compositor de musicals Stephen Sondheim a la sala Galileo Galilei de Madrid.
Els últims anys ha participat en diversos concerts i espectacles musicals, com The Hole en la seva gira per Espanya i La fuerza del destino: el mejor tributo a Mecano a la sala Joy Eslava de Madrid, entre d'altres.
A mitjan 2013 supera un càsting de més de 15.000 persones per participar en la segona temporada del talent show musical La voz de Telecinco. A la seva audició a cegues, emesa el 14 d'octubre de 2013, interpreta la versió de Michael Bublé de la cançó The way you look tonight de Frank Sinatra i és elegit per Rosario Flores per formar part del seu equip. En la fase següent del programa, "Las batallas", Rosario l'enfronta amb la seva companya d'equip Cissy Miranda i ambdós interpreten plegats la versió d'Alejandro Sanz i Tony Bennett de la cançó Esta tarde vi llover. Després de l'actuació, Rosario escull Gonzalo com a guanyador i, per tant, el fa passar a la fase següent del concurs. Al "Último asalto", emès el 25 de novembre de 2013, es juga el passi a les "Galas en directo" amb la seva companya d'equip Sandra Rodrigo i, malgrat fer una gran actuació interpretant la cançó Always on my mind d'Elvis Presley, és eliminat per Rosario i finalitza així la seva participació en el programa.